# بلوسوم (شخصية خيالية)
بلوسوم (بالإنجليزية: Blossom)‏ هي شخصية خيالية من فتيات القوة، صممها كريغ مكراكين، وظهرت لأول مرة في حلقة "الموقف لزج!"، وهي القائدة الأذكى في فتيات القوة وتُظهر دائما في خططها تكتيكًا عاليا وتصميمًا قويًا بحسب وصف المنتجين.

## المظهر
لديها شعر طويل أحمر برتقالي اللون يصل طوله إلى القدمين مع وجود غرة على شكل مثلث، مزينة بفينوكة حمراء ومقطع شعر وردي بقلب أحمر، تشمل قدراتها أيضًا الطيران، والتنفس الجليدي، والرؤية بالأشعة السينية، والصواعق، والرؤية الحرارية، والسرعة الفائقة والذكاء المتقدم، والرؤية المجهرية. وهي أيضًا قائدة استثنائية وخبيرة إستراتيجية ورئيسة ومخططة مناسبة، تستطيع حل المشاكل لأختاها.

## أصل التسمية
يرجع اسم بلوسوم إلى الكلمة الإنجليزية "blossom" والتي تعني زهرة الكرز أو شجرة الكرز، ولكن هناك نظرية تقول أن لباس بلوسوم يرجع لونه إلى الكلمة التي ذكرناها سابقا، وكذا نظرية أخرى تقول إن بلوسوم يرجع اسمها إلى الكلمة "beluga"، ومعناه باللغة الفرنسية حوت، لكنها تنطق "Bèluga" وهو اسم قط ظريف، إذا، بلوسوم في بعض الحلقات تعتني بالقطط، وكذا يرجع اسمها إلى الكلمة السويدية "blomma" والتي تعني زهرة او وردة، وتفرعت منها الكلمة "blomman" ومعناها بلوسوم (اسم الشخصية باللغة السويدية). وبلوسوم باللغة الفرنسية هي "belle" وتعني جميل أو جميلة.[بحاجة لمصدر]